# Carmen Rico Godoy
Carmen Rico Carabias, conocida como Carmen Rico Godoy (París, 30 de agosto de 1939 - Madrid, 12 de septiembre de 2001) fue una escritora, periodista y activa feminista española.

## Biografía
Hija de la también periodista Josefina Carabias y hermana de la diplomática María de las Mercedes Rico, nació en París al estar su madre exiliada en la capital francesa desde la guerra civil española. Su padre, socialista y republicano, permaneció en prisión por el régimen franquista hasta 1944, año en que toda la familia se reunió en Madrid. Diez años después se fueron a vivir a Estados Unidos, donde su madre era corresponsal del diario Informaciones. En la Universidad de Georgetown estudió Ciencias Políticas, graduándose en 1958.
Al inicio de la década de 1960, instalada en París, comenzó a publicar en distintos periódicos. Después de pasar por Argentina, se estableció en España en 1971. Su actividad periodística se centró en el nuevo y exitoso semanario antifranquista, Cambio 16, del que fue cofundadora. También publicó en otras revistas, guiones para cine y en la edición dominical de El País.
Su última novela, Fin de Fiesta, fue una despedida de sus lectores, donde trataba del envejecimiento. Murió el 12 de septiembre de 2001 en Madrid como consecuencia de un cáncer de pulmón. Fue incinerada y sus cenizas esparcidas en la Sierra de Gredos en Ávila, donde también fueron esparcidas las de su madre. Estuvo casada con el productor de cine Andrés Vicente Gómez.

## Obras

### Narrativa
- Cómo ser mujer y no morir en el intento (1990)
- Cómo ser infeliz y disfrutarlo (1991)
- Cuernos de mujer (1992)
- La costilla asada de Adán (1996)
- Cortados, solos y con (mala) leche (1999)
- Fin de Fiesta (2001)
- Tirar a matar (2001, inacabada)
- Tres mujeres (volumen que reúne sus tres primeras novelas) (2001)

### Ensayos
- La neurona iconoclasta. (2000)
- Bajo el ficus de La Moncloa. (2002, Póstumo)

### Guiones cinematográficos
- (1988) Miss Caribe, de Fernando Colomo
- (1991) Cómo ser mujer y no morir en el intento (adaptación de su novela homónima), de Ana Belén
- (1994) Cómo ser infeliz y disfrutarlo (adaptación de su novela homónima), de Enrique Urbizu.
- (2000) El paraíso ya no es lo que era, de Francesc Betriu

### Guiones para TV
- (1985) Los Pazos de Ulloa (adaptación de la novela homónima de Emilia Pardo Bazán), TVE

## Premios
- 1997 - Premio de Periodismo Francisco Cerecedo de la Asociación de Periodistas Europeos.